# OFM-Quinta da Lixa/Saison 2014
Dieser Artikel listet Erfolge und Fahrer des Radsportteams OFM-Quinta da Lixa in der Saison 2014 auf.

## Erfolge in der UCI Europe Tour
In den Rennen der Saison 2014 der UCI Europe Tour gelangen die nachstehenden Erfolge.
| Datum               | Rennen                                                     | Kat. | Fahrer               |
| ------------------- | ---------------------------------------------------------- | ---- | -------------------- |
| 27. März            | 2. Etappe Volta ao Alentejo                                | 2.2  | Eduard Prades        |
| 30. März            | 5. Etappe Volta ao Alentejo                                | 2.2  | Samuel Caldeira      |
| 10.–13. Juli        | Gesamtwertung Grande Prémio Internacional de Torres Vedras | 2.2  | Delio Fernández      |
| 9. August           | 9. Etappe Volta a Portugal                                 | 2.1  | Gustavo César Veloso |
| 30. Juli–10. August | Gesamtwertung Volta a Portugal                             | 2.1  | Gustavo César Veloso |

## Zugänge – Abgänge
| Zugänge                     | Team 2013         | Abgänge                        | Team 2014       |
| --------------------------- | ----------------- | ------------------------------ | --------------- |
| Arkaitz Durán               | Efapel-Glassdrive | Alejandro Marque               | Super Froiz     |
| Nuno Ribeiro                | Efapel-Glassdrive | Jesús Rosendo                  | Karriereende    |
| Ricardo Vilela              | Efapel-Glassdrive | Eduard Prades (bis 17. August) | Matrix Powertag |
| Pedro Brás                  | Neoprofi          |                                |                 |
| Flávio Cipriano             | Neoprofi          |                                |                 |
| Fábio Sousa (ab 15. August) | Neoprofi          |                                |                 |

## Mannschaft
| Name             | Geburtstag        | Nationalität |
| ---------------- | ----------------- | ------------ |
| Rui Barros       | 26. März 1993     | Portugal     |
| Pedro Brás       | 1. November 1994  | Portugal     |
| Samuel Caldeira  | 30. November 1985 | Portugal     |
| Guálter Carvalho | 11. Januar 1993   | Portugal     |
| Gustavo César    | 29. Januar 1980   | Spanien      |
| Flávio Cipriano  | 17. März 1992     | Portugal     |
| Mário Costa      | 15. November 1985 | Portugal     |
| Arkaitz Durán    | 18. Mai 1986      | Spanien      |
| Luís Fernandes   | 2. Dezember 1987  | Portugal     |
| Delio Fernández  | 17. Februar 1986  | Spanien      |
| João Matias      | 26. Mai 1991      | Portugal     |
| Hélder Oliveira  | 20. Februar 1983  | Portugal     |
| Nuno Ribeiro     | 9. September 1977 | Portugal     |
| Fábio Sousa      | 30. Oktober 1989  | Portugal     |
| Ricardo Vilela   | 18. Dezember 1987 | Portugal     |